# Musikcharts
Musikcharts (verkürzt auch englisch Charts (Pluraletantum)) oder deutsch Hitliste sowie Hitparade (verkürzt Hits) bezeichnet eine Methode für die numerische Zusammenstellung einer Rangliste von Musikstücken über einen bestimmten Zeitraum, die deren Beliebtheit oder deren Erfolg auf einer begrenzten Skala wiedergeben soll.
Hitparaden sollen einen Gradmesser für den Erfolg eines Musiktitels darstellen. In den Musikcharts höher platzierte Musiktitel sind demnach erfolgreicher als Titel, die niedrigere Ränge der Charts einnehmen. Die Nummer eins ist demnach der erfolgreichste Musiktitel in einer Hitparade einer bestimmten Periode. Die Hitparade gibt Interessierten Auskunft über die Rangfolge von Musiktiteln nebst Interpret und zugehörigem Plattenlabel sowie über die vorangegangenen Platzierungen zurück bis zum Eintrittsdatum in die Charts.
Die Reihenfolge der Musiktitel soll Aufschluss über die relative Beliebtheit eines Titels geben. Die Beliebtheit oder Popularität eines Musiktitels wiederum hängt von der Frage ab, nach welchen Kriterien dies gemessen werden soll. Als Beliebtheitskriterien kommen etwa die Häufigkeit der Rundfunkaufführung (Airplay), Verkaufszahlen und seit dem Aufkommen der Onlinemedien auch Downloads und Musikstreaming in Betracht. Die meisten Charts sind auf ein bestimmtes geographisches Gebiet beschränkt, manche auch auf ein bestimmtes Musikgenre.

## Hitparadenspezifische Begriffe
Im Zusammenhang mit Hitparaden haben sich folgende Begriffe herausgebildet:
- Chartplatzierung ist der aktuelle sowie der höchste numerische Rang, den ein Musiktitel erreichen konnte.
- Top Ten (auch: Top 10), Top Twenty oder Hot 100 usw. sind Anglizismen für den numerischen Umfang einer Hitparade und auch für die Platzierung eines Musiktitels innerhalb dieses Aggregats.
- Neuzugang oder Neueinstieg („new entry“, „newcomer“) sind Musiktitel, die erstmals nach ihrer offiziellen Veröffentlichung in einer aktuellen Hitparade gelistet werden. In vielen gedruckten Chartlisten werden sie auffällig mit dem Hinweis „NEU“ gekennzeichnet. Titel, die in vorherigen Charts noch außerhalb des betrachteten Umfangs platziert waren, werden etwa auch als Neuzugang in den Top 10 bezeichnet, wenn sie in der Vorwoche eine Platzierung größer als 10 innehatten.
- Als Aufsteiger werden Titel bezeichnet, die sich bei fortlaufenden Charts gegenüber der Platzierung aus der Vorwoche verbessern konnten. Dies kann in vielen Hitlisten aus einer Spalte mit der Vorwochenplatzierung abgelesen werden. Analog gibt es für Lieder, die in der Platzierung gegenüber der Vorwoche abfallen, die Bezeichnung Absteiger. Aufsteiger der Woche bzw. Absteiger der Woche sind Titel, die die jeweils größte Veränderung aufweisen.
- Wiedereinsteiger (englisch re-entry) sind Musiktitel, die bereits in einem Chart verzeichnet waren, aus diesem wieder herausgefallen sind und nun wieder als Neuzugang auftauchen.
- Hit ist ein Musiktitel, der eine der oberen Platzierungen einer Hitparade erreicht hat. Entsprechend dem Ausmaß des Platzierungserfolges wird umgangssprachlich dann auch von einem „Super-Hit“, „Top-Hit“ oder „Mega-Hit“ gesprochen.
- Nummer-eins-Hit oder Top-Hit beschreibt einen Musiktitel, der den ersten Rang einer Hitparade innerhalb eines Auswertezeitraums innehatte.
- Als Chartbreaker oder auch Chartstürmer wird ein Lied oder ein Künstler bezeichnet, der auf einem der vordersten Chartplätze neu einsteigt oder seine Platzierung gegenüber der Vorwoche enorm verbessern kann. Bei einem Einstieg in eine Hitliste gleich auf den ersten Platz spricht man auch von „von Null auf Eins“.
- Von einem One-Hit-Wonder wird gesprochen, wenn ein Song eines Künstlers die vorderen Plätze der Hitparaden erreicht, aber keine weiteren Hits folgen.
- Als Dauerbrenner werden umgangssprachlich einerseits Musiktitel oder Alben bezeichnet, die über einen längeren Zeitraum den ersten Platz einer Chartliste einnehmen. Andererseits werden aber auch Titel oder Alben als „Dauerbrenner“ bezeichnet, die sich generell sehr lange in einer Chartliste platzieren können.
- Crossover-Hits sind Musiktitel, die einem bestimmten Musikgenre zuzuordnen sind und gleichzeitig in mindestens zwei, nach Musikgenres getrennten Hitparaden platziert sind. So war Ain't That a Shame von Fats Domino im Jahr 1955 nicht nur Nummer eins in der Rhythm-and-Blues-Hitparade, sondern auch auf Rang 9 der Pop-Hitparade in den Vereinigten Staaten.

## Geschichte

### USA
Früheste Hitparadenquellen (ab 1891) waren der Verkauf von Notenblättern oder ein Ranking der ASCAP, veröffentlicht in der Zeitschrift Phonogram (ab 1891) oder der monatlich erschienenen Phonoscope (1896 bis 1899). Insbesondere diese Aufzeichnungen sind Grundlage von Joel Whitburns Zusammenstellung Pop-Memories 1890–1954, das jedoch wegen der unterschiedlichen Quellen und Erhebungstechniken nicht die Genauigkeit späterer Hitparaden erreicht. Das Billboard-Magazin arbeitete seit seiner ersten Ausgabe vom 1. November 1894 zunächst für die Werbeindustrie („Billboards“ sind Plakatflächen). Wöchentliche Notenblattverkäufe wurden bei Billboard ab 1913 veröffentlicht, 1914 bis 1921 versorgten die Plattenfirmen die Zeitschrift Talking Machine World mit Verkaufszahlen. Ab November 1934 veröffentlichte Billboard die Bestseller-Charts der Plattenlabels, Ende 1938 kamen die wöchentlichen Zusammenstellungen der populärsten Platten in Musikboxen hinzu.
Die erste Veröffentlichung von Hitparaden erfolgte am 4. Januar 1936, und am 20. Juli 1940 wurde der erste Music Popularity Chart zusammengestellt. Billboard verwendet seither eine Mischung aus Airplay und Verkaufsstatistik. Weitere bedeutende US-Musikmagazine mit eigenen Charts waren Cash Box (vom 13. Oktober 1951 bis zur letzten Ausgabe vom 16. November 1996) und Record World (schloss 1981). Jedes Magazin verwendet bei der Zusammenstellung seiner Charts eine eigene Methode. Da Cash Box (1996) und Record World (1981) vom Markt verschwanden, baute Billboard seine Marktmacht als führendes Musikmagazin weiter aus.
Der Begriff „Hitparade“ wurde in den USA erstmals mit dem Radioprogramm Your Hit Parade weitverbreitet, das ab 20. April 1935 vom NBC-Radio mit 15 Musiktiteln ausgestrahlt wurde, die in Zufallsreihenfolge gespielt wurden. Frank Sinatra moderierte die Sendereihe knapp zwei Jahre vom 13. Februar 1942 bis zum 30. Dezember 1944. Seit Juni 1956 wurde Your Hitparade auch im Fernsehen national übertragen; das regelmäßig ausgestrahlte Programm lief bis Juni 1958. Es handelte sich überwiegend um Live-Aufführungen, die auch im Radio der Hauptfaktor für die Musikindustrie zur Ermittlung eines Hits waren.
Die privat organisierten US-Radiosender suchten zunehmend nach einer individuellen Identifikation, die sie von Konkurrenzsendern unterschied. Auf diese Weise entstanden zunächst Sender, die als spezifisches Programmformat ausschließlich Popmusik, Country oder Rhythm & Blues spielten. Es folgte das Top 40 Radio, das die aktuellen Hits spielte und den Sendern einen kompakten und klar identifizierbaren Sound verlieh.
1952 hatten die privaten Radiosender KOWH in Omaha, WTIX in New Orleans und andere damit begonnen, als spezifisches Programmformat die Top-40-Charts von Billboard anzubieten. Todd Storz, Inhaber einer Radiokette – zu der auch WTIX gehörte – hatte beobachtet, dass in Musikboxen nicht mehr als 40 Lieder ausgewählt wurden; Gäste tendierten dazu, von den meist 40 Platten immer dieselben abzuspielen. So entstand das auch heute noch bestehende „Top 40-Radio“. Das war der Kern der „Music rotation“, wonach die populärsten Songs auch mehr gespielt werden sollten als andere.
Ab Mai 1953 übernahmen auch andere Sender dieses Hitparadenkonzept, so dass der Ausdruck „Top40-Radio“ für ein Radioformat stand, bei dem die Hitparade im Countdown-Prinzip mit dem Nummer-eins-Hit am Schluss gespielt wird. Dieses Format wurde 24 Stunden lang gesendet und bestand lediglich aus kurzen neutralen Ansagen ohne Nennung des Plattenlabels und Werbeunterbrechung. Sehr populäre Platten wurden zwischen 30 und 40 Mal täglich gespielt. Top40-Radio bot wenig Raum für andere Programminhalte als Hits, es war Spartenradio meist auf der Grundlage der Billboard-Hitparaden. Dieses Programmformat erforderte wenig Aufmerksamkeit vom Zuhörer, zumal etwa 50 % der Zuhörer Autoradio hörten. American Top 40 ist der am längsten laufende nationale Musikcountdown im US-Radio.

### Vereinigtes Königreich
Seit 7. März 1952 besteht das britische Musikmagazin Musical Express, das seit 14. November 1952 – seitdem als New Musical Express – regelmäßig Hitparaden (später „Top 30“) veröffentlicht. Seit der Übernahme des Melody Maker durch den New Musical Express im Jahre 2000 sind daneben noch der Record Retailer und Music Week als Fachzeitschriften mit eigenen Charts übrig geblieben.
Auch Radio- und Fernsehsender erstellen eigene Hitparaden. Die BBC begann ab 1965 mit der Präsentation einer eigenen Hitparade, die „Fab 40“ waren Radio Londons Hitparade ab 19. September 1965. Fast alle Piratensender hatten sich für das Programmformat des Hitparaden-Radios entschieden.

### Deutschsprachiger Raum
Auf dem lange Zeit drittgrößten Tonträgermarkt Deutschland wurden die ersten Single-Hitparaden ab März 1954 durch die Musikzeitschrift Der Automatenmarkt veröffentlicht. Erstmals wurden Statistiken von Einsätzen in Musikboxen geführt. Diese Hitlisten können als erste „offizielle“ Hitparade betrachtet werden. Die Zeitschrift Musikmarkt hat die Tradition weitergeführt und zunächst lokale Erhebungen und reine Verkaufslisten geführt, die wesentlich genauer als die von selben Verlag ab 1959 veröffentlichte Gesamtliste war. Mit Umstellung von monatlicher auf 14-tägliche Veröffentlichung ab 1965 wurde der Erhebungsmodus vereinheitlicht.
Es gibt immer wieder Verlage, die Chart-Statistiken herausbringen, die jedoch oft wenig objektiv sind; insbesondere dann, wenn sie sich als Quellen auf eigene Archive berufen. Die erste deutschsprachige Hitparade im Radio wurde am 6. April 1958 durch Radio Luxemburg (Camillo Felgen) ausgestrahlt. Erst 1967 wurde der Begriff Hitparade im Duden aufgeführt und bezeichnet ebenso entsprechende Darstellungsformen in Rundfunk- und Fernsehsendungen.
Der Musikmarkt führte die Charts ab 1971 wöchentlich. Von 1976 an war Media Control für die Chartdatenermittlung verantwortlich. Der Übergang der vom Musikmarkt und Radio Luxemburg bis dahin geführten Charts war fließend. Seit 2013 erhebt das Marktforschungsunternehmen GfK Entertainment im Auftrag des Bundesverbandes der Phonographischen Wirtschaft wöchentlich die offiziellen deutschen Charts.
In Österreich gibt es seit 1965 die Ö3 Austria Top 40, in der Schweiz seit 1968 die Schweizer Hitparade.

## Methoden der Erhebung
Musikcharts stellen eine Statistik dar, so dass ihre Zusammenstellung auch statistischen Anforderungen genügen muss. Erhebungsgrundlage muss eine Quelle sein, die objektiv nachprüfbare Daten liefert und die zugleich auch quantifizierbar ist. Als Erhebungsmethode kommen die Total- oder die Stichprobenerhebung (mit repräsentativ ermittelten Samples) in Frage. Das Airplay kann durch Auswertung der Playlists, die die Rundfunk- oder TV-Stationen für die nationale Verwertungsgesellschaft (in Deutschland: GEMA) erstellen müssen, gemessen werden. Verkaufszahlen können durch den Tonträger-Handel oder durch die Plattenfirmen zur Verfügung gestellt werden. Schließlich werden Repräsentativumfragen bei Musikkonsumenten und die legalen Musikdownloads gemessen. Einige Charts benutzen Kombinationen dieser Erhebungsmethoden. Wegen der unterschiedlichen Erhebungsmethoden stimmen die Charts der verschiedenen Publikationen fast nie überein.
Viele Charts stehen prinzipiell allen Interpreten offen, manche sind jedoch auf ein bestimmtes Musikgenre spezialisiert. So hatte Billboard begonnen, die bis 1942 bestehende, alle Musikgenres umfassende Popmusik-Hitparade aufzusplitten. Seit dem 24. Oktober 1942 besteht eine separate Rhythm-and-Blues-Hitparade, seit 8. Januar 1944 eine Country-Hitparade, und es gibt diverse andere Charts. Die allgemeiner gehaltenen Billboard Hot 100 bestehen seit dem 4. August 1958.

### Verkaufscharts
Verkaufscharts bedeuten, dass ausschließlich die Verkäufe des Handels an Endverbraucher als Kriterium für die Rangfolge der „Bestsellerliste“ ausschlaggebend sind. Auslieferungen der Musikindustrie an den Handel werden nicht berücksichtigt. In der Regel werden die absoluten Verkaufszahlen aus wirtschaftlichen Gründen nicht veröffentlicht. Die Veröffentlichung der Daten beschränkt sich auf Detailangaben wie die Platzierung, die Anzahl der gesamten Wertungswochen in den Charts oder die höchste erreichte Chartposition.

### Hörer- und Leser-Charts
Hörer- und Leser-Charts werden häufig mittels Internet und/oder telefonischer Abstimmung zusammengestellt. Meist werden sie von Radio-, aber auch von Musikfernsehsendern veranstaltet. Es wird dem jeweiligen Voter entweder per Post (selten), per Telefon oder über das Internet ermöglicht, seine Lieblingslieder aus einer Liste auszuwählen. Eigenvorschläge des Abstimmers sind in vielen Fällen möglich.

### Airplaycharts
Die Airplaycharts geben die Rangfolge der im Rundfunk gespielten Titel nach Anzahl der Einsätze pro Woche und Senderreichweite wieder. Die Charts können dabei z. B. durch die Auswertung der von den Sendern erstellten Sendelisten oder durch die direkte Beobachtung der gesendeten Programme erfolgen. Basis der Ermittlung der Einsätze (der Airplays) ist heutzutage meist ein elektronisches Erkennungssystem, bei dem jedes Lied durch sogenannte „digitale Fingerprints“ erfasst ist, d. h. in kurzen zeitlichen Abständen wird eine Art musikalischer Fingerabdruck genommen. Das Ermittlungssystem vergleicht dann die elektronische Struktur der ausgestrahlten Titel in den überwachten Sendern permanent mit den Fingerprints in der Datei. Wird ein Titel erkannt, wird automatisch der jeweilige Einsatz mit Titel, Interpret, Sender und Uhrzeit festgehalten und später ausgewertet. Bei der Auswertung werden die Plays mit den jeweiligen Hörer-Reichweiten der Sender gewichtet.
Interessant war diese Art der Erhebung lange Zeit vor allem für die Musik- und Medienbranche. Da Lieder zuerst von Radio- und Fernsehstationen gespielt wurden, bevor sie in den Verkauf kamen, galt der Airplay als ein Indikator für die Entwicklung eines Titels in den Verkaufscharts. Durch die Zuordnung von Radiosender und Musikprogramm wurde zudem die Positionierung eines Musiktitels hinsichtlich der Zielgruppen transparent. Seit den 2000er-Jahren nehmen Radiosender jedoch kaum mehr neue Platten, die (noch) unbekannt sind, in die Playlisten auf, sondern warten ab, bis sie sich z. B. über YouTube oder Spotify durchgesetzt haben und in den Verkaufscharts gelandet sind. Daher verlieren Airplaycharts immer mehr an Bedeutung. Veröffentlicht werden sie vor allem in den Fachmedien, in Deutschland z. B. in Musikwoche oder Musikmarkt.
Nielsen Music Control ermittelt in 18 Ländern die Airplaycharts, z. B. in Österreich und Deutschland. In der Schweiz werden die offiziellen Schweizer Charts durch das deutsche Unternehmen MusicTrace erstellt, diese Firma bietet im Auftrag mehrerer Plattenlabels ebenfalls deutsche Airplaycharts an.

### Download- und Streaming-Charts
Für Singles und Alben werden seit den 2000er Jahren auch für die legalen und kostenpflichtigen Downloads eigene Charts erhoben, in Deutschland etwa seit 2004. Seit den 2010ern gilt dies auch für das Musikstreaming, die ersten Streaming-Charts in Deutschland wurden 2012 veröffentlicht.

### Händler-Charts
Händler-Charts sind von größeren Händlern selbst zusammengestellte und in den eigenen Ladengeschäften ausgehängte, teilweise auch in Zeitungen oder auf Webseiten veröffentlichte Bestsellerlisten. Sie sind ein Marketinginstrument, das den Verkauf fördert und auf das gelistete Repertoire verweisen soll. Rückschlüsse auf den Gesamtmarkt lassen sich nur bedingt ziehen, da händlerindividuelle Sortimente und Marketingmaßnahmen sich im Ergebnis niederschlagen.

### Redaktionscharts
Viele Rock- und Popmusik-Zeitschriften stellen eigene Bestenlisten zusammen, die von der Fachredaktionen selbst festgelegt werden. Beispiele sind der Musikexpress und Rolling Stone. Ausschlaggebend für die Auswahl der Lieder und Platzierungen ist hierbei der persönliche Musikgeschmack der Redaktionsmitglieder. Häufig werden am Ende eines Jahres Charts mit den besten Alben und Songs des Jahres veröffentlicht.
Ebenso haben auch einige Radiosender eigene Redaktionscharts, wie etwa die wöchentlichen FM4-Charts des Jugendkulturradiosenders FM4.

## Häufigkeit
Die meisten Hitparaden werden im wöchentlichen Turnus zusammengestellt, um die umfangreichen wöchentlichen Neuerscheinungen möglichst zeitnah berücksichtigen zu können. Dadurch können auch geringste Veränderungen in der Beliebtheit schnell verfolgt werden. Dabei können sämtliche, in der vorherigen Woche erschienenen Musiktitel in der aktuellen Wochenhitparade berücksichtigt werden, sofern sie das Potenzial als Neuzugang erfüllen.
Um noch aktueller zu sein, werden teilweise auch Midweekcharts veröffentlicht, die den Zwischenstand einer wöchentlichen Hitparade bis zur Mitte der Woche wiedergeben. In Deutschland etwa gibt es seit 2015 offizielle Midweekcharts. Zusätzlich gibt es häufig am Ende eines Jahres als Zusammenfassung auch Jahrescharts. Kritikercharts in Musikzeitschriften werden entweder in jeder Ausgabe oder als Jahrescharts veröffentlicht.

## Bedeutung
Hitparaden stellen ein Selektionskriterium dar, indem sie aus dem großen Angebot von Musiktiteln eine begrenzte Zahl („Top zehn“, „Top Twenty“, „Hot 100“) auswählen und diese mit Hilfe der beschriebenen Erhebungsart in eine Reihenfolge bringen, die turnusmäßig erhebungsbedingt neu erstellt wird. Damit fokussieren sie das Augenmerk der Konsumenten auf diese begrenzte Zahl von Hits. Sie dienen dem Musikkonsumenten als wichtige Orientierungshilfe bei seiner Kaufentscheidung. Höreindruck und Hitparadenstatus sind neben der Affinität für bestimmte Interpreten, Sounds oder Musikstile die Hauptkriterien der Kaufentscheidung. Für die Radio- bzw. TV-Sender stellt die Hitparade eine Beliebtheitsskala dar, an der sie ihre Playlists orientieren können.
Der Handel wiederum verwendet Charts für seine Orderlisten, um hieran die Tonträgerbestellungen nach Titel und Menge zu orientieren. Da Chartplatzierungen Programmentscheidungen im Radio bzw. Fernsehen und Orderentscheidungen im Handel beeinflussen, wirken sie sich folglich auch auf die Umsätze der Plattenlabels aus. Hitparaden dienen der Musikindustrie als wichtigem Maßstab für den Erfolg ihrer Interpreten. Plattenlabels genießen ein besonderes Prestige, wenn sie konstant Charthits produzieren oder gar oft Nummer-eins-Platzierungen erreichen. Dieser sich selbst verstärkende Prozess kann sich verkaufsfördernd auswirken.
Schließlich sorgen erfolgreiche nationale Hits dafür, dass diese in anderen Staaten international in Lizenz übernommen werden. Auch Interpreten werden von guten Chartplatzierungen begünstigt, da ihr Status bei der Plattenfirma und den Fans steigt. Charts werden oft von anderen Medien (Radio, Fernsehen, Presse, Literatur) als Referenz für die Besprechung von Musiktiteln verwendet.

### Unabhängigkeit
Aufgrund der Bedeutung von Hitparaden für Konsumenten, Medien und Musikindustrie dürfen sie nicht durch diese Interessensgruppen beeinflussbar sein. Rundfunkhitparaden werden von Radio- oder Fernsehstationen als Teil der Medien ermittelt und unterliegen deshalb der Gefahr der Abhängigkeit bzw. Manipulation, die sich in einer Einflussnahme auf die Zusammensetzung von oder Platzierung in Hitparaden auswirken könnte. Diese Unabhängigkeit soll der Gefahr von Manipulationen der Charts vorbeugen, die etwa darin bestehen könnte, dass ein bestimmter Titel in den Top 10 landet oder gar Nummer eins der Charts wird, obwohl er dort ohne Manipulation nicht verzeichnet wäre.
Manipulationsvorwürfe sind immer wieder laut geworden, so auch im Falle von Boyzones Hit No Matter What oder des deutschen Eurovisionsbeitrags Run And Hide von Gracia. Der US-amerikanische Payola-Skandal aus 1959 wiederum brachte zum Vorschein, dass Radiosender von der Plattenindustrie bestochen wurden, damit sie bestimmte Musiktitel bevorzugt spielten, um über dieses verstärkte Airplay die Hitparadenplatzierung zu beeinflussen. Berühmte Discjockeys wie Alan Freed waren hierin involviert und wurden bestraft.
Die Hitparaden sind ein fragiler Gradmesser des Publikumsgeschmacks, zumal etwa in den 2000er Jahren ein Umsatz von bereits 2.000 bis 3.000 CDs wöchentlich genügte, um ziemlich hoch in die Charts zu gelangen, möglicherweise sogar in die Top 10. 1968 mussten in den USA noch 750.000 Singles verkauft werden, um eine Spitzenposition der Charts zu erreichen, 1979 genügten bereits 50.000 Stück. Zudem sind die Plattenumsätze saisonal stark auf die Winterzeit konzentriert, sodass im Sommer geringere Umsatzzahlen für eine gute Chartplatzierung genügen (Sommerhit) als im Winter. Mit der Abnahme der absoluten Verkaufszahlen steigt die Manipulationsgefahr derjenigen Charts, die als Erhebungsgrundlage ausschließlich auf Verkaufszahlen basieren.

### Genauigkeit
„Hitparaden reflektieren nicht den Bestseller, außer im Verhältnis zu den anderen Chartpositionen derselben Hitparade“. Anfang 1980 setzte in den USA einer der Top-5-Titel 700.000 Exemplare um, und „zwei Jahre vorher hätte diese Position einen Umsatz von drei Millionen erfordert“, schätzte Cynthia Kirk vom Magazin Variety. Geringere Umsatzniveaus reflektieren sich auch am Gold- oder Platinstatus einer Platte.
Waren in Deutschland 1976 noch eine Million Singles für eine Goldene Schallplatte erforderlich, sind es seit 2003 lediglich noch 150.000 Einheiten. Das weltweite Referenzbuch für Millionenseller von Joseph Murrells zählt eine Single als eine Einheit, eine EP als zwei und ein Album als sechs Einheiten, muss aber auch Umsatzschätzungen vornehmen. Murrells weist häufig nach, dass ein Millionenseller nicht bis zum ersten Rang vorgedrungen war, der durch einen anderen Titel blockiert wurde, welcher weniger verkaufsstark gewesen war.
„Es gibt niemanden, der präzise Angaben über den Plattenumsatz von White Christmas machen kann“, sagt Branchenkenner Bob Livingston. Auch Rückläufe unverkaufter Platten können die Umsatzstatistik noch nach unten korrigieren. So prüft die RIAA, die in den USA den Gold- oder Platinstatus vergibt, erst nach einer Wartefrist von 120 Tagen die genauen Umsatzzahlen. Die Übertragung von Verkaufszahlen, Airplay, Downloads oder Streams in eine aktuelle Zusammenstellung mittels Reihenfolge stellt einen hochsubjektiven Vorgang dar. Die Tabellierung eines bestimmten Charts ist kein Maßstab für die Intensität (Verkaufszahlen, Airplay usw.), sodass ein bestimmter Top-10-Hit einer bestimmten Periode möglicherweise den Nummer-eins-Hit einer anderen Zeit übertroffen hätte.
Das Nicht-Auftauchen einer Veröffentlichung in den Charts ist kein generelles Zeichen für einen Flop: Eine Platte, die sich sehr langsam, aber kontinuierlich verkauft, erreicht mitunter in keiner einzelnen Woche so hohe Verkaufszahlen, dass es für eine Chartplatzierung reicht, kann aber nach einigen Jahren oder Jahrzehnten eine höhere Verkaufszahl erreichen als eine, die zwar wenige Wochen lang eine sehr hohe Chartplatzierung hatte, danach aber wieder in der Versenkung verschwindet. Die Wahrscheinlichkeit, gar nicht in die Charts zu gelangen, war seit jeher hoch. So veröffentlichten im ersten Halbjahr 1952 die damaligen sechs Major-Labels in den USA insgesamt 788 Singles, von denen lediglich 66 (= 8,4 %) in Billboards Hitparade notiert wurden.

### Kritik
Musikcharts können, wie auch Bestsellerlisten in der Literatur, dazu führen, dass Käufe rein aufgrund des bisherigen Verkaufserfolgs vorgenommen werden. Außerdem wurde die Erhebungsmethode kritisiert, die in Deutschland auf Umsätzen anstelle von Stückzahlen basiert. In neuerer Zeit wird auch die Frage nach der Relevanz von Musikcharts gestellt, deren Mechanismus dem Markt nicht mehr entspricht.

## Nummer-eins-Hit
Zum Nummer-eins-Hit wird ein Lied oder ein Album, wenn es mindestens für eine Woche den ersten Rang einer bestimmten Hitparade belegt hat. Er genießt damit in Charts einen besonders herausgehobenen Status. Dieses ausschließlich statistische Attribut ist deshalb von besonderer Bedeutung, weil es theoretisch im Jahr lediglich 52 Nummer-eins-Hits geben kann, während in Deutschland im Jahre 2012 insgesamt 6.698 Single-Titel erschienen. Damit beträgt die Wahrscheinlichkeit, dass es eine Single zum Nummer-eins-Hit bringt, gerade einmal 0,8 % pro Titel. Diese Wahrscheinlichkeit sinkt/steigt sowohl mit der Zunahme/Abnahme der Neuerscheinungen als auch mit der Verweildauer eines Hits auf dem ersten Rang.
So gab es in Deutschland im gesamten Jahr 1959 nur sieben verschiedene Musiktitel, die den ersten Rang belegten, 2003 waren es hingegen 25 Songs. Nummer-eins-Hits sind sowohl für die Musikindustrie als auch in den Medien und beim Konsumenten von Bedeutung. Die Musikindustrie feiert den ersten Rang in einer Hitparade als besonderen Erfolg und konzentriert sich auf den betreffenden Interpreten mehr als auf andere Interpreten ohne diesen Status. Für Interpreten gilt der Status eines ersten Rangs als äußeres Symbol für den Starruhm, Radiosender begünstigen den ersten Rang mit einem intensiveren Airplay, Konsumenten orientieren sich bei ihren Kaufentscheidungen häufig an Nummer-eins-Hits. Mit einem Nummer-eins-Hit kann auch die Möglichkeit eines umsatzmäßigen Bestsellers (Millionenseller) verbunden sein, wenngleich das nicht automatisch gilt.

## Beispiele für nationale Charts
- Ultratop (Belgien)
- Hitlisten (Dänemark)
- Deutsche Albumcharts / Deutsche Singlecharts (Deutschland)
- Suomen virallinen lista (Finnland)
- Irische Musikcharts (Irland)
- Italienische Musikcharts (Italien)
- Oricon (Japan)
- Kanadische Musikcharts (Kanada)
- New Zealand Top 40 (Neuseeland)
- Nederlandse Top 40, Dutch Charts (Niederlande)
- VG-lista (Norwegen)
- Ö3 Austria Top 40 (Österreich)
- Sverigetopplistan (Schweden)
- Schweizer Hitparade (Schweiz)
- Spanische Musikcharts (Spanien)
- Gaon Chart (Südkorea)
- Britische Musikcharts (Vereinigtes Königreich)
- Billboard Hot 100 / Billboard 200 (Vereinigte Staaten)